# 大谷光見
大谷 光見（おおたに こうけん 1965年（昭和40年）9月4日 - ）は、浄土真宗の僧で、浄土真宗東本願寺派第26世法主。同派の本山である浄土真宗東本願寺派本山東本願寺住職。東本願寺ニューヨーク代表兼住職。幼名は光養麿。法名は聞如。雅号は愚洋。神奈川県立湘南高等学校、早稲田大学理工学部物理学科卒業。ニューヨーク大学大学院哲学科宗教学専攻修了。

## 経歴
東本願寺第24世法主・大谷光暢（闡如）の長男で、当時真宗大谷派の新門（法主後継者）であった大谷光紹（興如）の長男として誕生。母は真宗誠照寺派第28世法主・二条秀淳の長女・大谷貴代子。
1975年（昭和50年）、真宗大谷派の新々門として得度。1981年（昭和56年）、父の大谷光紹が、真宗大谷派内局（当局）との間の、法統に対する考え方の違い（「お東騒動」）により、自身が住職であった真宗大谷派東京別院東京本願寺を宗派から独立させ、真宗大谷派の僧籍から離れたことから、父に代って新門となる。そして、1988年（昭和63年）、光紹が東京本願寺を本山として結成した「浄土真宗東本願寺派」の新門を兼務することを表明。しかし、真宗大谷派はこれを認めず、翌1989年（平成元年）、真宗大谷派の僧籍から離れた。
以降、浄土真宗東本願寺派の法嗣として教化に努め、1999年（平成11年）、光紹の逝去により第26世法主を継承。2001年（平成13年）には、本山「東京本願寺」の名称を「浄土真宗東本願寺派本山東本願寺」へ改称することが認可され、法主継承を奉告する「傅燈式」とともに「寺号公称奉告法要」を勤めた。
2004年（平成16年）3月、ソウル出身の韓国人・金英蘭（近藤ひでか）と結婚した。

## 著書
- 「こころの時代」「こころの時代2」
- 「いのちのみなもと」
- 「こころをあわせて御遠忌を」
- 「遠く宿縁を慶べ -親鸞聖人に遇える幸せ-」（春秋社刊）